# Thorsten Kaye
Thorsten Kaye (* 22. Februar 1966 in Frankfurt am Main, Hessen als Thorsten Ernst Kieselbach) ist ein deutsch-britischer Schauspieler. Durch langjährige Besetzungen in den Fernsehserien Port Charles, All My Children und Reich und Schön wurde er einem breiten Publikum bekannt.

## Leben
Kaye sammelte erste schauspielerische Erfahrungen als Bühnendarsteller in London. Mit 19 Jahren zog er dank eines Leichtathletikstipendium (Zehnkampf) in die USA, wo er an der United States International University als Hauptfach Sport und Nebenfach Schauspiel studierte. Aufgrund eines schweren Motorradunfalls konnte er den Zehnkampf nicht länger ausüben und versuchte sich im Fußball. Da er den Sport nicht mehr zu seiner Zufriedenheit ausüben konnte, wechselte er fest ins Schauspiel. Er machte seinen Bachelor of Arts in darstellender Kunst. An der Wayne State University in Detroit machte er seinen Master of Fine Arts in Theater und Theatergeschichte.
Während der Dreharbeiten zu Liebe, Lüge, Leidenschaft lernte er die kanadische Schauspielerin Susan Haskell kennen. 2003 kam die gemeinsame Tochter zur Welt, 2007 folgte die Geburt einer zweiten Tochter. Er ist Fan der Eishockeymannschaft der Detroit Red Wings und des American-Football-Teams der Miami Dolphins.
Ab 1991 übernahm Kaye Nebenrollen in verschiedenen Filmproduktionen. 1997 verkörperte er in zwei Episoden der Fernsehserie Liebe, Lüge, Leidenschaft die Rolle des Patrick Thornhart. 2000 übernahm er in Shark Attack 2 die Hauptrolle des Dr. Nick Harris. Von 2000 bis 2003 stellte er in insgesamt 345 Episoden die Rolle des Dr. Ian Thornhart, Bruder des von ihm in Liebe, Lüge, Leidenschaft verkörpernden Charakters, dar. Von 2004 bis 2011 und erneut 2013 war er in fast 800 Episoden in der Rolle des Zach Slater zu sehen. Seit 2012 verkörpert er die Rolle des Ridge Forrester in der Fernsehserie Reich und Schön. Er spielt auch in Filmen wie Occupant im Jahr 2011, Animal im Jahr 2014 und But Deliver Us from Evil aus dem Jahr 2017 mit.

## Filmografie
- 1991: Diagnose – Positiv (Deadly Desire) (Fernsehfilm)
- 1995: Ärztinnen – Auf Leben und Tod (Nothing Lasts Forever) (Fernsehfilm)
- 1996: Dark Force – Lautlos kommt der Tod (The Silencers)
- 1996: Liebe, Lüge, Leidenschaft (One Life to Live) (Fernsehserie, 2 Episoden)
- 1998: Sliders – Das Tor in eine fremde Dimension (Sliders) (Fernsehserie, Episode 4x10)
- 1999: Air America (Fernsehserie, Episode 1x13)
- 1999: Der Knochenjäger (The Bone Collector)
- 2000: Prophet’s Game – Im Netz des Todes (The Prophet’s Game)
- 2000: Falcone (Fernsehserie, Pilotfolge)
- 2000: Shark Attack 2
- 2000–2003: Port Charles (Fernsehserie, 345 Episoden)
- 2004–2011: All My Children (Fernsehserie, 730 Episoden)
- 2011: Occupant
- 2012–2013: Smash (Fernsehserie, 13 Episoden)
- seit 2012: Reich und Schön (The Bold and the Beautiful)
- 2013: Suzy F*cking Homemaker (Fernsehserie)
- 2013: All My Children (Fernsehserie, 43 Episoden)
- 2013: The Stafford Project (Fernsehserie, Episode 1x06)
- 2014: Animal
- 2016: Falling Water (Fernsehserie, Episode 1x04)
- 2017: Jeopardy! (Fernsehserie, Episode 33x88)
- 2017: But Deliver Us from Evil